# ボアーズヘッド亭
ボアーズヘッド亭（英語: Boar's Head Inn）は、かつてロンドンでよく見られたパブの名称である。"Boar" は「イノシシ」のことで、「イノシシの頭亭」という意味であり、日本語では「猪首亭」（いくびてい）と表記される場合もある。
最も有名なものはシティ・オブ・ロンドンのイーストチープにあった居酒屋で、ウィリアム・シェイクスピアの戯曲『ヘンリー四世』の二部作で、サー・ジョン・フォルスタッフやハル王子などの登場人物が集った場所とされている。また、サザークには同名のもっと古い居酒屋があり、ホワイトチャペルにあった同名のパブは劇場として使用されていた。
この時期以来、他にも多数の居酒屋が同じ名前を使用しており、それらはしばしばシェイクスピアを題材にした命名である。

## ロンドン

### イーストチープ
シェイクスピアのヘンリアドに登場するパブで、この名前のパブとしては最も有名なものである。現存しない。

### ホワイトチャペル
ホワイトチャペルにも別のボアーズヘッド亭があり、1557年より中庭が芝居を上演するためのパブシアターとして使用され、ボアーズヘッド座と呼ばれていた。1598年から1599年にかけて改修された。

### サザーク
サザークにまた別のボアーズヘッド亭があり、フォルスタッフの名前の由来となったサー・ジョン・ファストルフが所有していた。イーストチープのボアーズヘッド亭はヘンリー4世の治世にはまだなかったが、この居酒屋は既にあった可能性がある。

## その他

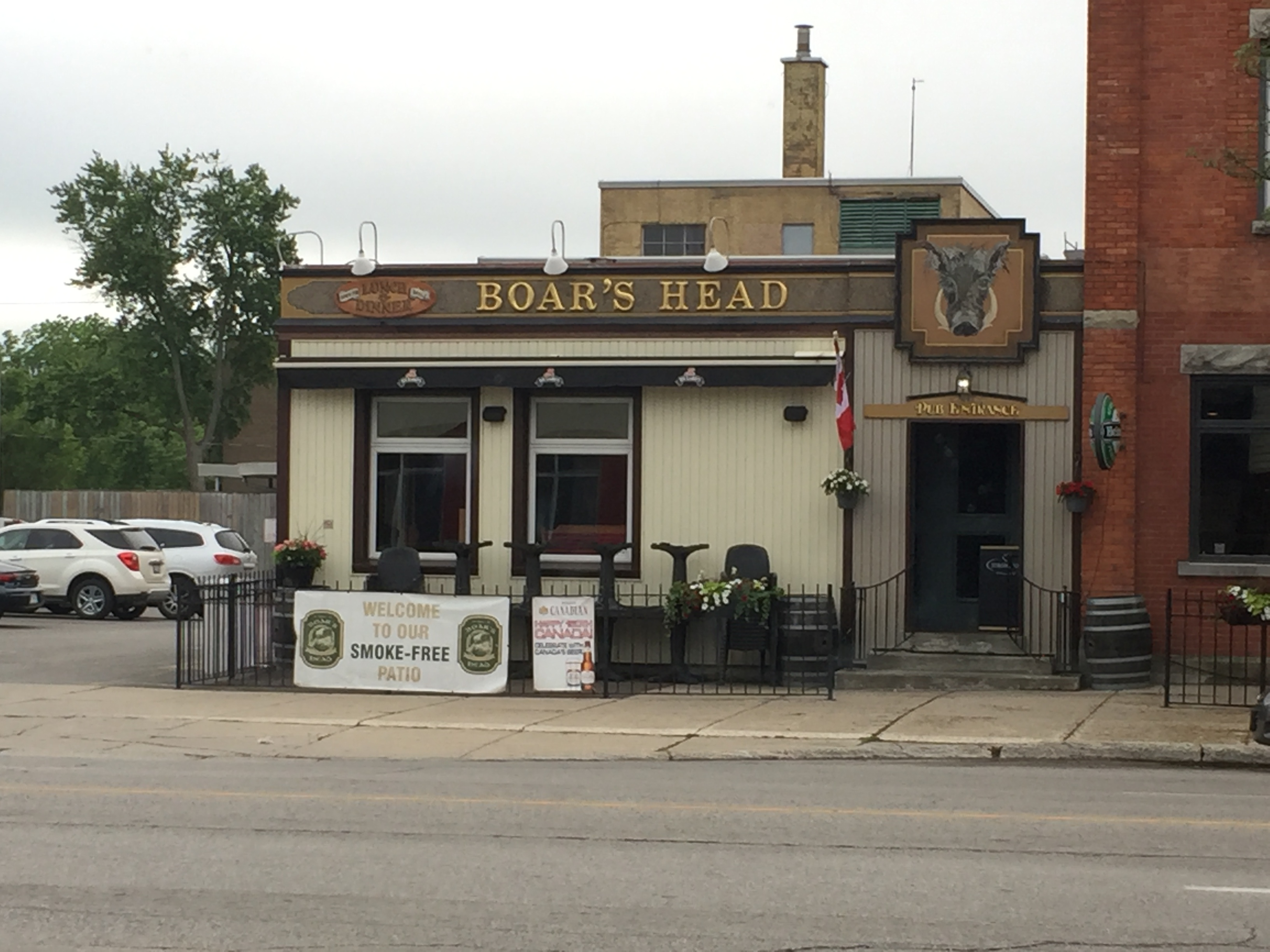
カナダのオンタリオ州ストラトフォードにあるボアーズヘッド亭

アメリカ合衆国、ヴァージニア州シャーロッツヴィルに「ボアーズヘッド亭」（Boar's Head Inn）というリゾートホテルがあり、ヴァージニア大学が所有している。 ロンドンのパブにちなんだ命名と思われる。
カナダのオンタリオ州ストラトフォードのオンタリオストリート161番地にも「ボアーズヘッド亭」（Boar's Head Pub）というパブがある。ストラットフォードは長きにわたり毎年開かれているストラトフォード・フェスティバルで有名であり、シェイクスピア関係の名前がついた通り、レストラン、ホテル、手工芸品店などがある。